# Edificio National City Bank
El First National City Bank en 55 Wall Street es un edificio histórico ubicado en Nueva York, Nueva York. El National City Bank se encuentra inscrito como un Hito Histórico Neoyorquino en la Comisión para la Preservación de Monumentos Históricos de Nueva York al igual que en el Registro Nacional de Lugares Históricos desde el 2 de junio de 1978.